# Georgi Zakharov
Georgi Nefiodovich Zakharov (em russo: Георгий Нефёдович Захаров; Oblast de Samara, Império Russo, 24 de abril de 1908 - Moscou, URSS, 6 de janeiro de 1996) foi um grande general da Força Aérea Soviética que serviu durante a Guerra Civil Espanhola, Segunda Guerra Sino-Japonesa e a Frente Oriental durante a Segunda Guerra Mundial.  Pessoalmente abateu cerca de 10 aeronaves inimigas e recebeu inúmeras medalhas por atos de coragem e bravura após a Segunda Guerra Mundial.

## Vida inicial
Nasceu em uma família camponesa na aldeia Chuvache de Staroe Semyonkino, atualmente localizada no distrito de Klyavlinsky, no Oblast de Samara. Russo. Após a morte dos pais em 1920, ficou desamparado aos 12 anos, vagando com sua irmã mais nova e sobrevivendo de esmolas. Foi acolhido em um orfanato, onde conseguiu sobreviver. Mais tarde, seu irmão mais velho, após ser desmobilizado do Exército Vermelho, o levou para casa. Trabalhou na agricultura, realizando serviços braçais.  
Em 1925, foi eleito presidente do comitê camponês da aldeia. Dois anos depois, em 1927, ingressou em uma escola técnica agrícola em Ryazanovo, concluindo seus estudos em 1930. Tornou-se membro do Partido Comunista da União Soviética (PCUS) em 1929.

## Início do serviço militar
Em 1930, foi convocado para o Exército Vermelho. Em 1933, concluiu a 7.ª Escola Militar de Aviação em Stalingrado. No ano seguinte, terminou o curso de comandantes de esquadrilha na 1.ª Escola Militar de Aviação A. F. Myasnikov. A partir de 1934, serviu como piloto sênior e comandante de esquadrilha no 109.º Esquadrão Aéreo da 36.ª Brigada de Aviação de Caça da Força Aérea do Distrito Militar Ucraniano, em Kiev.  Fez parte do grupo de aviação de Pavel Rychagov e tornou-se mestre em acrobacias aéreas.
De outubro de 1936 a abril de 1937, o tenente Zakharov participou da Guerra Civil Espanhola sob o pseudônimo de Enrico Lores.  Pilotando um caça I-15 no grupo de Rychagov, inicialmente atuou como piloto e depois foi promovido a comandante de esquadrilha. Em 4 de novembro de 1936, enfrentou sozinho 12 caças inimigos, após confundi-los com aeronaves aliadas. Apesar dos graves danos ao seu avião, conseguiu realizar um pouso forçado. Até meados de dezembro de 1936, registrou uma vitória individual e duas em grupo.  O número total de vitórias na guerra é incerto, mas algumas fontes indicam seis abates individuais e quatro coletivos. 
Após retornar da Espanha, de junho a novembro de 1937, comandou uma unidade do 109.º Esquadrão Aéreo em Vasylkiv. No mesmo ano, foi promovido ao posto de tenente sênior.
De novembro de 1937 a outubro de 1938, esteve em uma missão oficial na China. Lá, participou ativamente dos combates na Guerra Sino-Japonesa e, segundo algumas fontes, abateu dois aviões japoneses. Além disso, treinou pilotos chineses e transportou caças soviéticos da Ásia Central para a China. Durante o retorno à União Soviética, ao pilotar um caça japonês capturado, sofreu um grave acidente e escapou com uma fratura no braço. Ao voltar da China no final de 1938, recebeu uma promoção direta de tenente sênior para coronel por ordem pessoal do Comissário do Povo para a Defesa da URSS, Kliment Voroshilov.
De novembro de 1938 a novembro de 1940, comandou a Força Aérea do Distrito Militar da Sibéria. Durante esse período, entre 1939 e 1940, concluiu um curso de seis meses na Academia do Estado-Maior Geral do Exército Vermelho. Com a introdução dos postos de general na URSS, um decreto do Conselho de Comissários do Povo, em 4 de junho de 1940, concedeu a Zakharov o título de major-general da aviação. Aos 32 anos, tornou-se um dos generais mais jovens do país, mas, apesar de mais 20 anos de serviço militar, nunca recebeu outra promoção. Em novembro de 1940, foi nomeado comandante da 43.ª Divisão de Aviação de Caça, que, a partir de agosto de 1941, passou a ser a 43.ª Divisão de Aviação Mista da Força Aérea do Distrito Militar Ocidental Especial.
Em 18 de junho de 1941, Zakharov recebeu uma missão especial: realizar um voo de reconhecimento além da fronteira soviético-alemã. Pilotando um Po-2, percorreu cerca de 400 km de sul a norte sobre o território alemão próximo à fronteira.
Durante a missão, observou uma "concentração sem precedentes de tropas alemãs". Em seu relatório, escreveu:
"A área a oeste da fronteira está repleta de tropas [...] Tanques, veículos blindados e artilharia estão mal camuflados ou completamente expostos [...] Motociclistas e automóveis, aparentemente de comando, circulam pelas estradas." 

## Grande Guerra Patriótica
Participou da Grande Guerra Patriótica desde o primeiro dia. No início do conflito, os regimentos de sua divisão estavam dispersos por aeródromos de campanha, evitando perdas nos ataques da Luftwaffe e entrando em combate de forma organizada. O próprioZakharov decolou em um caça I-16 para defender Minsk e, nos céus da cidade, abateu dois bombardeiros alemães. Lutou na Força Aérea da Frente Ocidental, participando das batalhas defensivas de Białystok-Minsk, Smolensk e da fase inicial da Batalha de Moscou.
No início de outubro de 1941, recebeu ordens para transferir sua divisão aérea para um aeródromo na cidade de Gzhatsk. Considerando a pista inadequada e a proximidade das tropas alemãs em avanço, contrariou a ordem e realocou a unidade mais a leste, na região de Mozhaisk e Kubinka. Acusado de desobediência e covardia pelo alto comando, conseguiu justificar sua decisão, mas, mesmo assim, foi afastado do comando da divisão e enviado para a retaguarda. Zakharov relatou esse episódio em suas memórias "Eu sou um caçador" (capítulo "Realocação").
De outubro de 1941 a abril de 1942, foi diretor da Escola Militar de Pilotos de Caça em Ulan-Ude. De abril de 1942 a fevereiro de 1943, comandou a Escola de Artilheiros-Bombardeiros de Tasquente.
A partir de março de 1943 até o fim da guerra, liderou a 303.ª Divisão de Aviação de Caça do 1.º Exército Aéreo nas Frentes Ocidental e Bielorrussa (3ª). Sob seu comando, a divisão participou das operações ofensivas de Rzhev-Vyazma, da Batalha de Kursk, das ofensivas de Smolensk, Orsha, Bielorrússia, Báltico, Gumbinnen-Goldap e Prússia Oriental. Entre suas unidades estava o famoso esquadrão francês Normandie-Niemen.  Durante a Segunda Guerra Mundial, realizou 153 missões de combate e participou de 48 batalhas aéreas, abatendo pessoalmente 10 aviões inimigos, embora algumas fontes apontem 8 vitórias individuais e 2 em grupo.  Seu caça ostentava um emblema pessoal: São Jorge perfurando com uma lança um dragão com a cabeça de Goebbels. 

## Pós-guerra
Após a guerra, continuou servindo na Força Aérea. A partir de julho de 1945, comandou o 1.º Corpo de Aviação de Caças de Guardas. Em janeiro de 1947, assumiu o comando de uma divisão de aviação mista de treinamento na Academia da Força Aérea. De julho de 1947 a dezembro de 1948, serviu como assistente do comandante do 14.º Exército Aéreo no Distrito Militar dos Cárpatos, antes de ser enviado para estudos.
Em 1950, formou-se na Academia Militar Superior K. E. Voroshilov. Em dezembro do mesmo ano, tornou-se assistente do comandante da 26.º Exército Aéreo no Distrito Militar da Bielorrússia. Em setembro de 1951, assumiu o comando das tropas da Região Fronteiriça da Bielorrússia, atuando como vice-comandante do 26.º Exército Aéreo. A partir de junho de 1952, foi assistente do comandante do 29.º Exército Aéreo no Distrito Militar do Extremo Oriente. Em junho de 1956, passou a exercer a mesma função no Exército Aéreo do Distrito Militar de Voronezh e, em agosto de 1959, tornou-se vice-comandante do Exército Aéreo desse distrito, liderando o departamento de treinamento de combate e ensino superior. Em outubro de 1960, o major-general da aviação Georgi Zakharov foi aposentado.

## Trabalho comunitário
Na reserva, dedicou-se ativamente ao trabalho social. Presidiu as sociedades de amizade URSS-França e URSS-Vietnã. Visitou a França várias vezes e participou de programas da televisão francesa sobre os veteranos do esquadrão Normandie-Niemen.
Atuou como consultor militar no filme Terra, sob demanda.
Também participou, como juiz popular, no julgamento de Francis Gary Powers.

## Memória

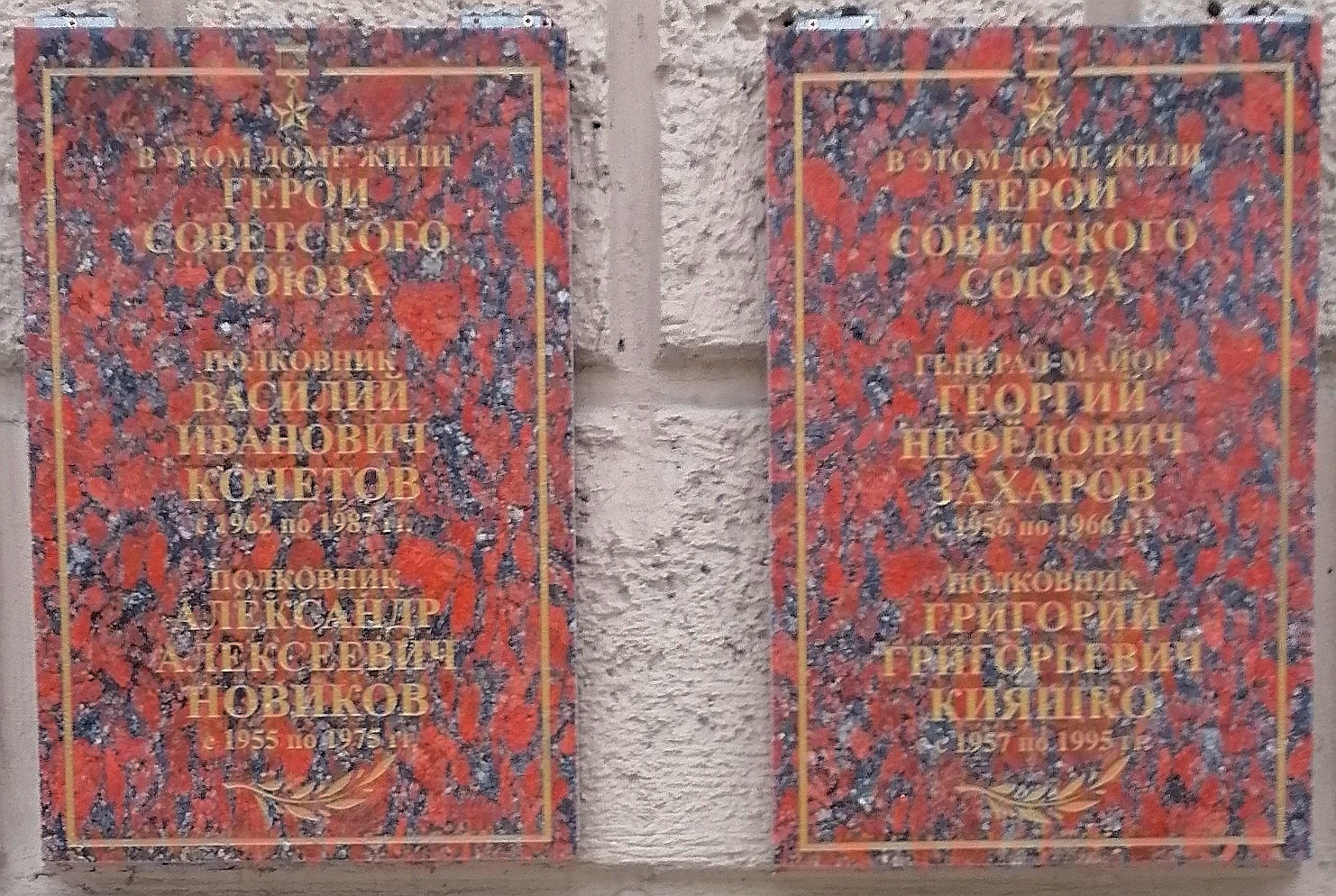
Placa comemorativa em Voronezh

- Em homenagem a Zakharov, foi erguido um busto em Dimitrovgrad.
- Um monumento foi erguido em Vyazma-Bryansk.
- Uma placa memorial foi inaugurada em Voronezh (Rua Mira, 3). [5]
- Uma rua em sua aldeia natal, Staroye Semyonkino, leva seu nome.

## Imagem na arte
- Na cine-epopeia Libertação, o papel de Zakharov foi interpretado por Anatoly Kuznetsov.
- Ele serviu de inspiração para o general Komarov (interpretado por Vitaly Doronin) no filme Normandie-Niemen.
- No romance do escritor bielorrusso Anton Alyoshko, Caminhos sem rastros (1968; tradução russa Dorogi bez sledov, 1972), foi retratado como o general Dichkovsky.